# Ufficio postale di Babbo Natale
L'Ufficio postale di Babbo Natale (Joulupukin Pääposti in finlandese) presso il Villaggio di Babbo Natale è l'unico ufficio postale ufficiale di Babbo Natale. Si trova al Circolo Polare Artico, a Rovaniemi nella Lapponia finlandese. L'ufficio postale di Babbo Natale fa parte delle poste finlandesi e dispone di un timbro speciale. L'ufficio postale di Babbo Natale si occupa della corrispondenza di Babbo Natale in entrata e in uscita.
Dal 1985 l'ufficio postale di Babbo Natale ha ricevuto circa diciassette milioni di lettere indirizzate a Babbo Natale. Negli ultimi anni l'amato Babbo Natale ha ricevuto un totale di oltre 500.000 lettere l'anno da circa 200 paesi. All'ufficio postale di Babbo Natale è anche possibile ordinare una lettera di Babbo Natale, che verrà spedita a Natale per la felicità del destinatario.

## Storia
L'ufficio postale di Babbo Natale si trova in un bel palazzo in pietra naturale e robusti tronchi di pino, davanti al quale si erge la splendida torre dell'elfo come punto di riferimento. La nascita del posto si deve alla visita a Rovaniemi nel 1950 di Eleanor Roosevelt, moglie del presidente degli Stati Uniti. Per lei fu costruita al Circolo Polare Artico una casetta di legno e le lettere che venivano spedite da lì cominciarono a recare il timbro speciale del Circolo Polare Artico a partire dall'11 giugno 1950. La casetta esiste ancora davanti all'attuale ufficio postale.

## Il timbro speciale dell'ufficio postale
Tutte le lettere, le cartoline e tutti i pacchetti in partenza dall'ufficio postale di Babbo Natale riportano il timbro speciale e sono affrancati. Il logo dell'ufficio postale di Babbo Natale è stato disegnato dal grafico Pekka Vuori ed è un marchio registrato. Il timbro postale include un logo stilizzato, il cui aspetto grafico attuale è stato creato nel 2012 dal disegnatore Jukka Talari. Il timbro oltre a essere il timbro speciale del Circolo Polare Artico è allo stesso tempo un ricercato oggetto da collezione e un souvenir.